# Pardis Ahmadieh
Pardis Ahmadiyeh (en persa: پردیس احمدیه‎; nacida el 29 de junio de 1996 en Teherán) es una actriz iraní que ha estado en activo desde 2006, actuando en el cine y en series de televisión.
Interpretó su primer papel principal en la película Red Nail Polish.

## Vida personal
Ahmadiyeh tiene un pregrado en música.

## Filmografía

### Cine
| Año  | Título             | Papel        |
| ---- | ------------------ | ------------ |
| 2007 | Devil's emulator   |              |
| 2011 | Broken             |              |
| 2012 | Hiding in the Open | Raha         |
| 2013 | Actors Studio      | Niki         |
| 2015 | The girl's house   | Setareh      |
| 2016 | Red Nail Polish    | Akram        |
| 2017 | Asphyxia           | Nasim Sazgar |
| 2017 | I Want to Dance    |              |
| 2019 | Sarkoob            | Parvaneh     |
| 2019 | La minor           |              |
| 2020 | Toman              | Ailyn        |

### Televisión
| Año  | Título    | Director          |
| ---- | --------- | ----------------- |
| 2013 | anamnesis | Hojat Ghasemzadeh |